# سيكونيا

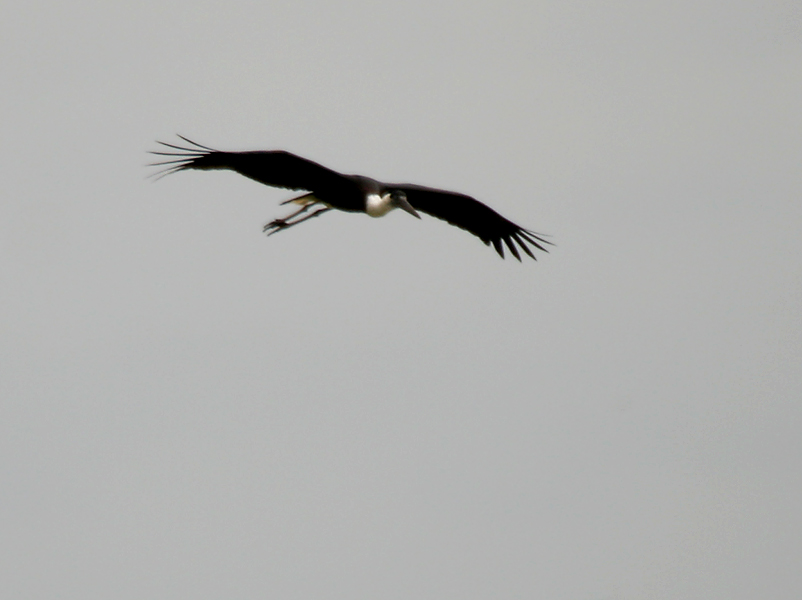
اللقلق الصوفي العنق لقلق صوفي العنق

سيكونيا أو لقلاق أو لقلق أو لغلغ هو جنس من الطيور في اللقلق الأسرة. توجد ستة من الأنواع الحية السبعة في العالم القديم، لكن اللقلق الماجوري له نطاق في أمريكا الجنوبية. بالإضافة إلى ذلك، تشير الحفريات إلى أن طيور اللقلق سيكونيا كانت أكثر شيوعًا إلى حد ما في الأمريكتين الاستوائية في عصور ما قبل التاريخ.
تم تقديم الجنس من قبل عالم الحيوان الفرنسي ماثورين جاك بريسون في عام 1760 مع اللقلق الأبيض سيكونيا كنوع من الأنواع.  اسم الجنس هو الكلمة اللاتينية التي تعني "اللقلق"، وقد تم تسجيله في الأصل في أعمال هوراس وأوفيد.